# Anglade
Anglade – miejscowość i gmina we Francji, w regionie Nowa Akwitania, w departamencie Gironde.
Według danych na rok 1990 gminę zamieszkiwało 758 osób, a gęstość zaludnienia wynosiła 55 osób/km² (wśród 2290 gmin Akwitanii Anglade plasuje się na 542. miejscu pod względem liczby ludności, natomiast pod względem powierzchni na miejscu 829.).